# Štefan Ružička
Štefan Ružička (* 17. Februar 1985 in Nitra, Tschechoslowakei) ist ein ehemaliger slowakischer Eishockeyspieler, der für die Slowakei an zwei Weltmeisterschaften teilnahm.

## Karriere
Štefan Ružička begann seine Karriere beim slowakischen Club MHK Nitra in der slowakischen Extraliga, bevor er beim NHL Entry Draft 2003 als 81. in der dritten Runde von den Philadelphia Flyers ausgewählt (gedraftet) wurde.
Zur Saison 2003/04 wechselte er dann nach Nordamerika und spielte zunächst für zwei Jahre in der Ontario Hockey League bei der Owen Sound Attack, die ihn beim CHL Import Draft des Jahres als Gesamtdritten ausgewählt hatte. Nachdem er bereits in seinem ersten Jahr in zwei Spielen bei den Philadelphia Phantoms, dem Farmteam der Philadelphia Flyers, in der American Hockey League eingesetzt wurde, unterschrieb er vor der Saison 2005/06 einen Vertrag bei den Phantoms. Die Spielzeit 2006/07 verbrachte er sowohl bei den Phantoms in der AHL als auch bei den Flyers in der NHL, wo er, nach bereits einem Einsatz im Spieljahr 2005/06, in insgesamt 40 Spielen zum Einsatz kam.

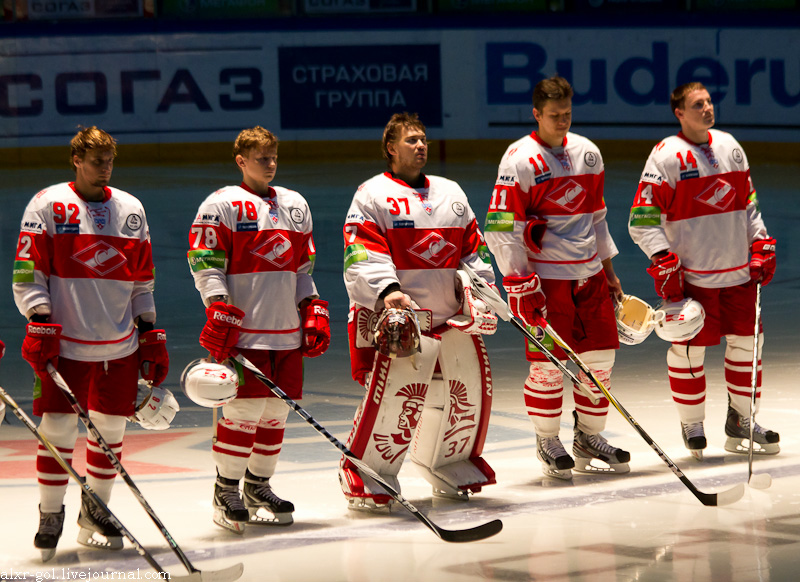
Štefan Ružička (ganz rechts) im Trikot des HK Spartak Moskau (2011)

Zur Saison 2008/09 wechselte Ružička zum HK Spartak Moskau, für den er bis Januar 2013 in der Kontinentalen Hockey-Liga spielte und dabei in 267 KHL-Partien 177 Scorerpunkte erzielte. Am 23. Januar 2013 gab der HK Spartak Moskau Ružička an Salawat Julajew Ufa ab und erhielt im Gegenzug eine Kompensationszahlung. Für Ufa erzielte er bis Saisonende 15 Scorerpunkte in 21 Einsätzen und gehörte auch zu Beginn der folgenden Saison zum Kader des Vereins, ehe er Ende September zu Toros Neftekamsk in die Wysschaja Hockey-Liga geschickt wurde. Mitte Oktober 2013 tauschte ihn das Management von Salawat Julajew gegen Tomáš Záborský vom HK Awangard Omsk ein. Für Omsk erzielte er in 28 Hauptrundenspielen 16 Scorerpunkte, Omsk verpasste jedoch die Play-offs und nahm daher am Nadeschda-Pokal 2014 teil. Im Rahmen dieses Wettbewerbs blühte Ružička und war mit 13 Scorerpunkten aus 10 Partien Topscorer, bester Torschütze und Vorlagengeber des Wettbewerbs, den Awangard Omsk zudem gewann. Anschließend lief sein Vertrag aus.

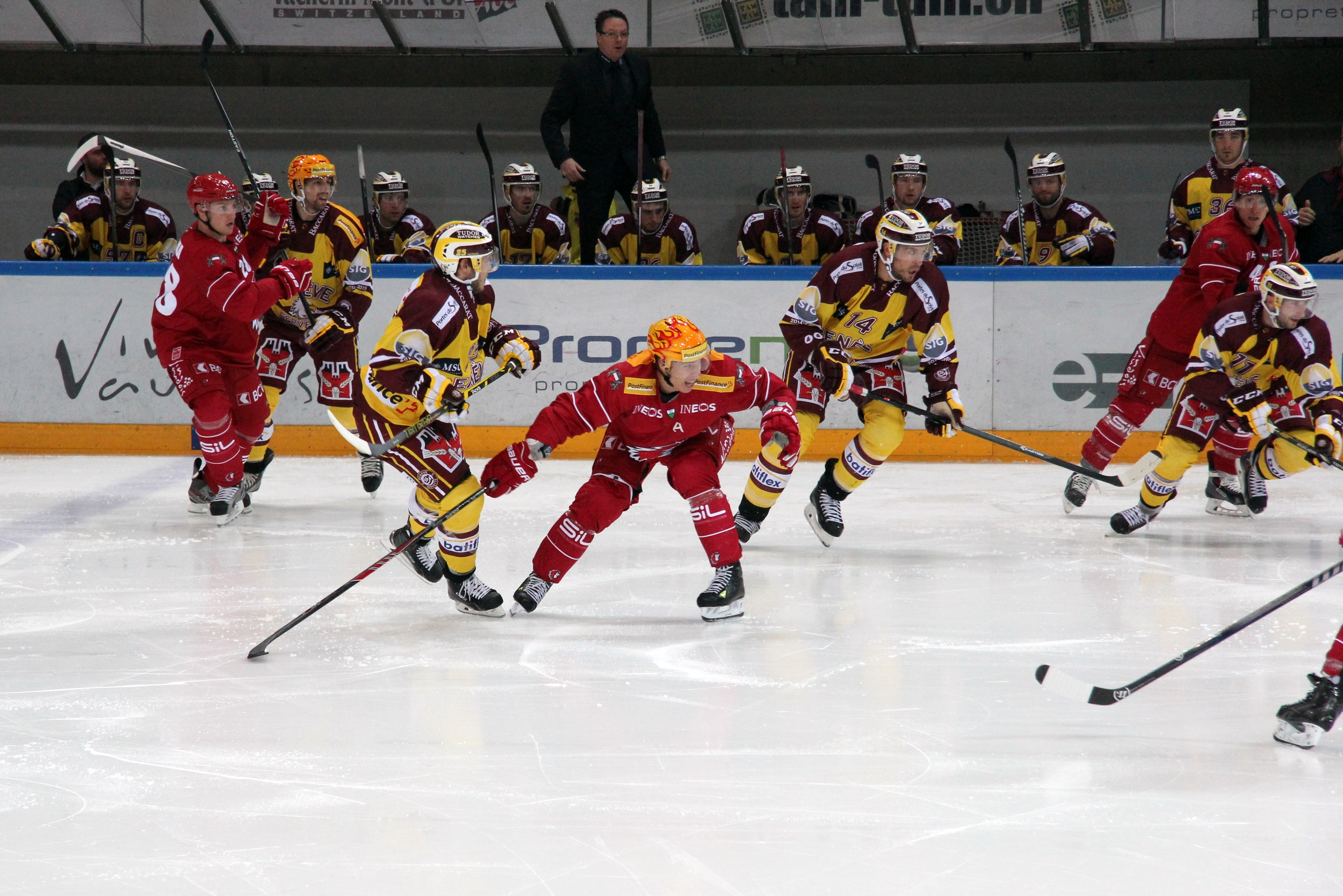
Štefan Ružička (ganz links) im Trikot des Lausanne HC (2014)

Im September 2014 erhielt er einen Kontrakt über ein Monat Laufzeit beim HC Lausanne, für den er in dieser Zeit 10 Pflichtspiele bei 6 Scorerpunkten absolvierte. Anschließend kehrte er in die KHL zurück und wurde vom HC Slovan Bratislava verpflichtet, wo er jedoch über die Rolle als Ergänzungsspiele nicht hinauskam. Daher wechselte er Ende Januar 2015 zum HC Oceláři Třinec in die tschechische Extraliga. Nachdem er 2015/16 vereinslos gewesen war, schloss er sich zur Folgesaison dem HC Sparta Prag an, wo er 2017 seine Karriere beendete.

### International
Für die Slowakei nahm Ružička im Juniorenbereich an den U18-Junioren-Weltmeisterschaften 2002 und 2003 sowie bei den U20-Junioren-Weltmeisterschaften 2004 und 2005 teil. Im Seniorenbereich stand er im Aufgebot seines Landes bei den Weltmeisterschaften 2009 und 2011.

## Erfolge und Auszeichnungen
- 2003 Silbermedaille bei der U18-Junioren-Weltmeisterschaft
- 2004 OHL Second All-Star Team
- 2004 OHL First All-Rookie Team
- 2014 Nadeschda-Pokal-Sieger mit dem HK Awangard Omsk
- 2014 Topscorer, Bester Torschütze und Vorlagengeber des Nadeschda-Pokals
- 2015 Tschechischer Vizemeister mit dem HC Oceláři Třinec

## Statistik
(Stand: Ende der Saison 2013/14)